# Yuxarı Əylis
|  | Per a altres significats, vegeu «Əylis». |

Yuxarı-Aylis (àzeri: Yuxarı Əylis; armeni: Վերին Ագուլիս, Verin Agulis) és una població i municipi al districte d'Ordubad a Nakhtxivan, Azerbaidjan.

## Història
Les primeres mencions a Yuxarı Əylis a les fonts històriques són al segle xi sota el nom armeni de «Argulik» La seva població armènia s'especialitzava en les artesanies manuals i la sericultura. Nombres fons del segle XVI parlen d'aquesta ciutat com un centre pròsper que mantenia forts llaços comercials amb l'Índia, el Tsarat Rus, la Pèrsia safàvida i Europa Occicental.
Al segle xviii, Agulis tenia les seves pròpies escoles, una biblioteca, una fàbrica de tèxtils de seda i un gran mercat. La població estava envoltada per una muralla, i rodejada d'horts i vinyes. La seva població armènia llavors s'estimava en 8.000 llars. El 1752 va ser capturada i sotmesa a un pillatge sever per part d'Azat Kahn, el governant de l'Azerbaidjan iranià. La població va ser incorporada a l'Imperi Rus del 1828, a conseqüència de la Guerra russopersa (1826-1828). Per 1897, quan el govern rus va realitzar un cens, la població d'Agulis havia caigut a 1.670 habitants.
Durant segle xix, Verin ("Superior") Agulis, junt amb l'adjacent Nerkin ("Inferior") Agulis, era un assentament armeni important a l'uyezd de Nakhtxivan. L'església més important era la del monestir de Sant Tomàs l'Apòstol, la data de la qual no s'ha registrat, tot i que les inscripcions mencionen que va ser restaurada el 1694 El monestir era un centre important d'aprenentatge, d'on van sorgir personatges tan rellevants com el comerciant i viatger Zak'aria Aguletsi, A. Araskhanyan, el criador d'animals Avetis H. K'alant'ar, i L. Manvelyan. La comunitat també parlava un dialecte especialment particular de l'armeni anomenat zok.

### Destrucció
A la primavera de 1919, la Primera República d'Armènia va estendre el seu control administratiu sobre el raion de Şərur, convertint a Agulis en el centre de la subregió de Goghtan. Però a l'estiu d'aquell any, una insurrecció de musulmans va trencar el domini armeni, i a l'agost la regió va passar al control del recentment designat comissari d'Ordubad, Abbas Guli Bey Tairov. Agulis va prometre la seva lleialtat a Tairov, tot i que durant els mesos següents, els seus habitants es van afrontar a una crisi creixent per manca d'aliments i no van ser autoritzats a abandonar la ciutat. La situació dels habitants va empitjorar quan, el novembre d'aquell any, la República Democràtica de l'Azerbaidjan va intentar sense èxit trencar el control armeni de la regió de Zangezur.
La situació va esclatar quan el 17 de desembre una torba frenètica de musulmans, formada per habitants locals i refugiats escapats dels combats a Zangezur, va arribar a Agulis inferior i va començar a atacar els habitants armenis, forçant-los a retirar-se a la ciutat alta. El 24 de desembre la torba, a la qual es va afegir la gendarmeria àzeri, va entrar a Agulis superior i va iniciar un pillatge de la ciutat. Es va produir una massacre de la seva població armènia, deixant Agulis superior ruïnes fumejants l'endemà. D'acord amb al govern armeni, uns 400 armenis van ser assassinats a Agulis inferior i prop de 1.000 a Agulis superior. La ciutat va ser parcialment reconstruïda durant el període soviètic.